# (9842) Funakoshi
(9842) Funakoshi est un astéroïde de la ceinture principale.

## Description
(9842) Funakoshi est un astéroïde de la ceinture principale. Il fut découvert le 15 janvier 1989 à Kitami par Kin Endate et Kazuro Watanabe. Il présente une orbite caractérisée par un demi-grand axe de 2,25 UA, une excentricité de 0,09 et une inclinaison de 2,9° par rapport à l'écliptique.

## Compléments